# Antonio Altarriba
Antonio Altarriba Ordóñez (Zaragoza, 1952) es un ensayista, novelista, crítico y guionista de historietas y televisión español. Ejerce, además, como catedrático de literatura francesa en la Universidad del País Vasco.

## Biografía

### Infancia y juventud
Antonio Altarriba nació en una familia de clase media formada por Antonio Altarriba Lope, combatiente anarquista durante la guerra civil española, exiliado en Francia y retornado a España en los cincuenta, y Petra, un ama de casa de acentuada religiosidad. Suele afirmar, por ello, que es hijo de un anarquista y una monja.
Su infancia y adolescencia tuvo lugar en Zaragoza, pero pasaba los veranos en Francia, donde su padre aún conservaba algunas de las amistades que había forjado en su lucha durante la Guerra Civil. La familia conoció pronto la penuria económica cuando a su padre le embargaron la fábrica de la que era copropietario y sus propiedades debido a un desfalco cometido por uno de sus socios. A pesar de todo, el joven Altarriba consiguió licenciarse en Filología Francesa y llegar a ser catedrático de Literatura francesa en la Universidad del País Vasco.

### Carrera artística

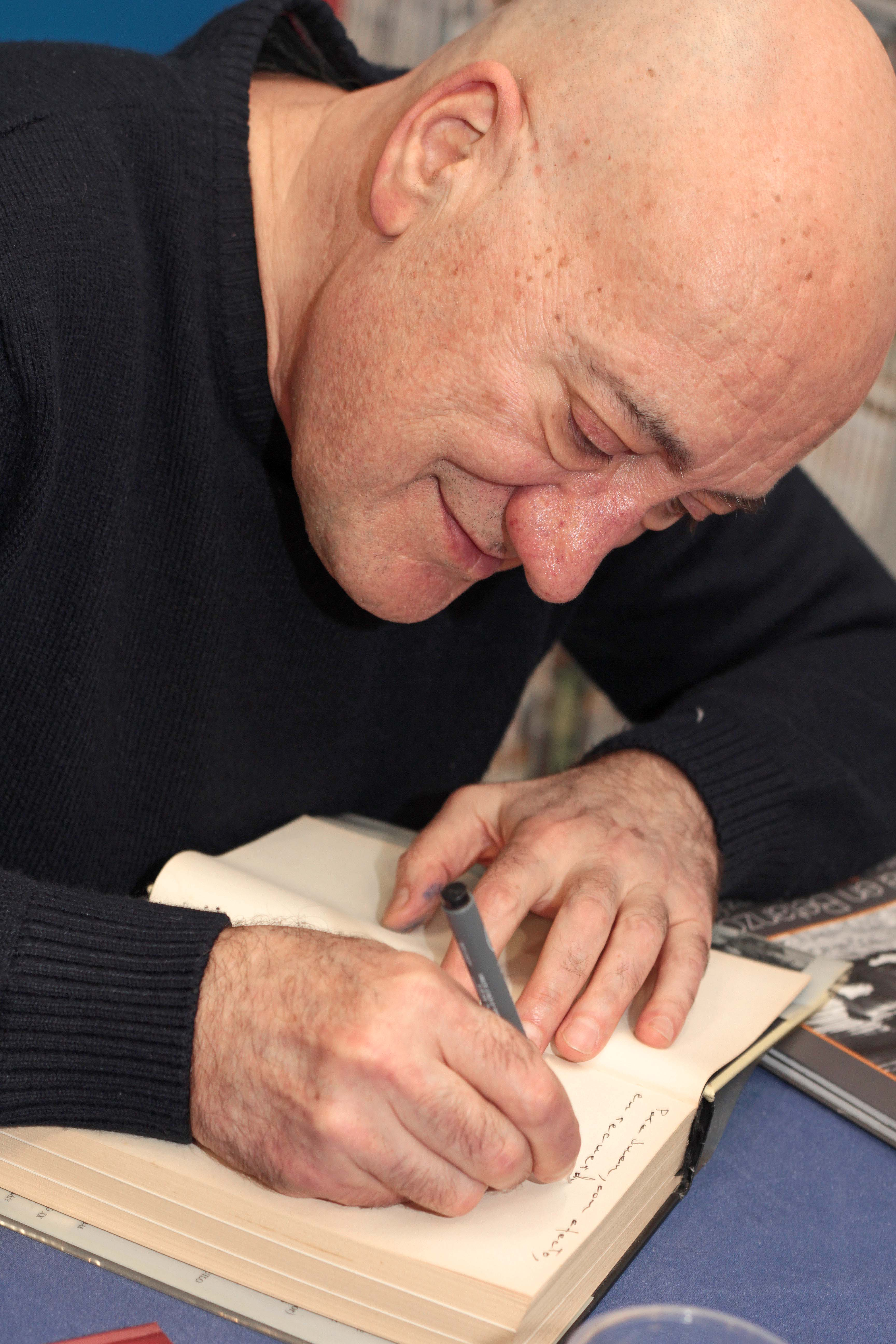
Antonio Altarriba en La Coruña dedicando una de sus obras en un encuentro con lectores

En los años ochenta se inició en el mundo de la historieta, primero con el Colectivo Z en la revista Bustrófedon y colaborando luego con el dibujante Luis Royo en De vuelta (Miguel Marcos, 1983) y Desfase (Ikusager, 1987). Publicó también la revista teórica Neuróptica y en 1987 el libro "Comicsarías" junto a Antonio Remesar. Participó en la producción de la serie documental Cómic: Noveno arte en 1989 y en la organización de la exposición "Made in Tintín" en 1993, pero durante los años noventa se dedicó sobre todo a la literatura. Participa así en las antologías Relatos de Zaragoza (1990), Narrativa corta en Euskadi (1992) y Los que más cuentan (1995), quedando finalista en el XVIII Premio La sonrisa vertical (1996) por Los Cuerpos entretejidos.
En el nuevo siglo, y a pesar de lograr el Premio Euskadi de Literatura en 2002 con su novela La memoria de la nieve, vuelve a dedicarse con fuerza a la historieta, produciendo ensayos y guiones. Entre estos últimos, siempre para Edicions de Ponent, cabe destacar El arte de volar (2009), una biografía de su padre, que se suicidó a los 90 años en una residencia para personas mayores en 2001, por la que ha obtenido multitud de premios, incluyendo el Nacional del Cómic.

### Historietas
- De vuelta (con dibujos de Luis Royo) (Miguel Marcos, 1983)
- Desfase (con dibujos de Luis Royo) (Ikusager, 1987)
- Detective (con dibujos de Landazábal) (Ikusager, 1991)
- Amores locos (con dibujos de Laura) (De Ponent, 2005)
- El brillo del gato negro (con dibujos de Laura) (De Ponent, 2008)
- El arte de volar (con dibujos de Kim) (De Ponent, 2009)
- El paso del tiempo (con dibujos de Luis Royo) (2011)
- La casa del sol naciente (con dibujos de Kim) (Panorama, Astiberri), 2013)
- Yo, asesino (con dibujos de Keko) (Norma Editorial, 2014)

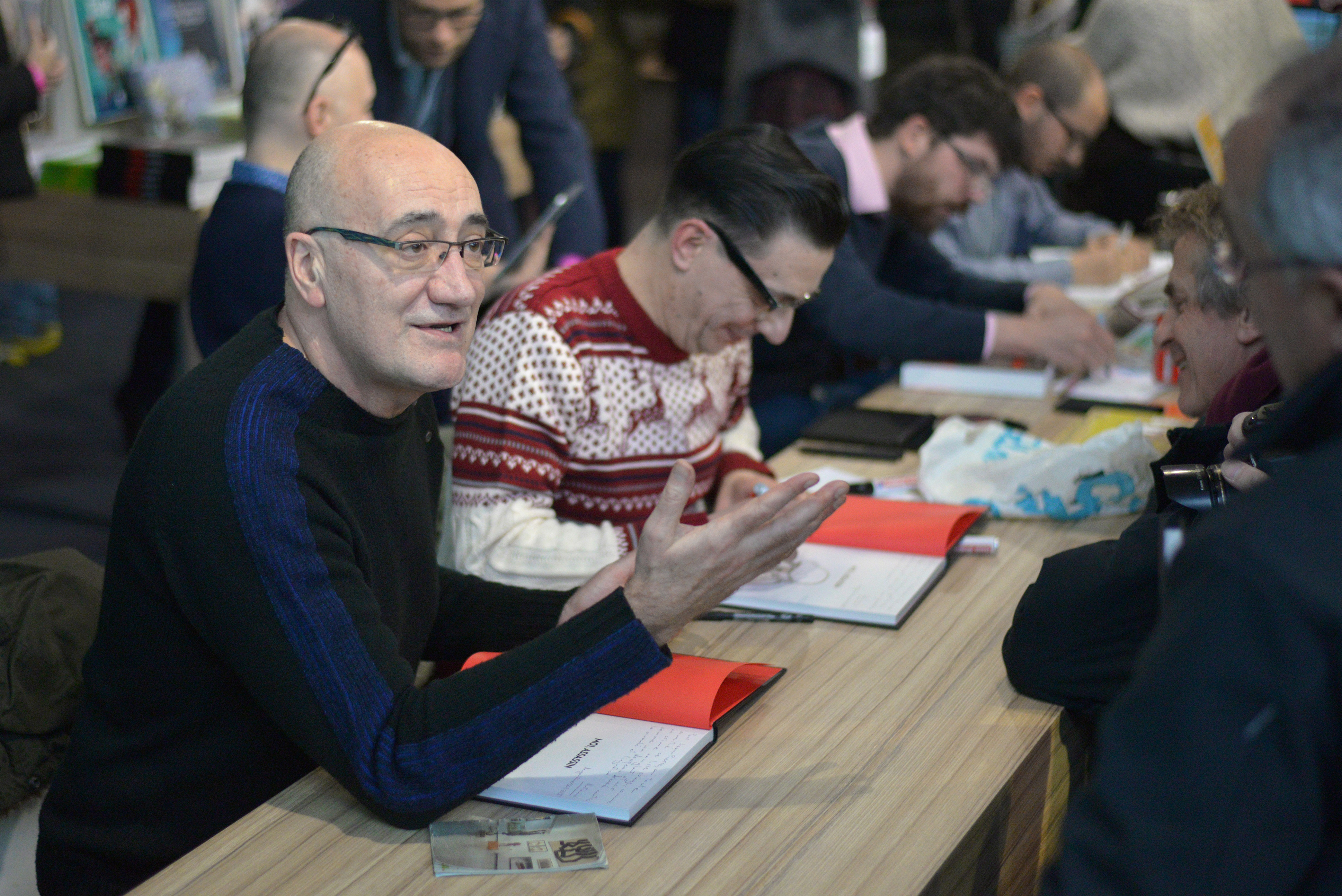
Altarriba con un ejemplar francés de Yo, asesino en la ed. del 2015 del Festival de Angulema.

- El ala rota (con dibujos de Kim) (Norma Editorial, 2016)[7]
- El perdón y la furia (con dibujos de Keko) (Museo Nacional del Prado, 2017)
- Cuerpos del delito (con dibujos de Sergio García) (Dibbuks, 2017)
- Yo, loco (con dibujos de Keko) (Norma Editorial, 2018)
- Yo, mentiroso (con dibujos de Keko) (Norma Editorial, 2020)
- El cielo en la cabeza (con dibujos de Sergio García) (Norma Editorial, 2023)

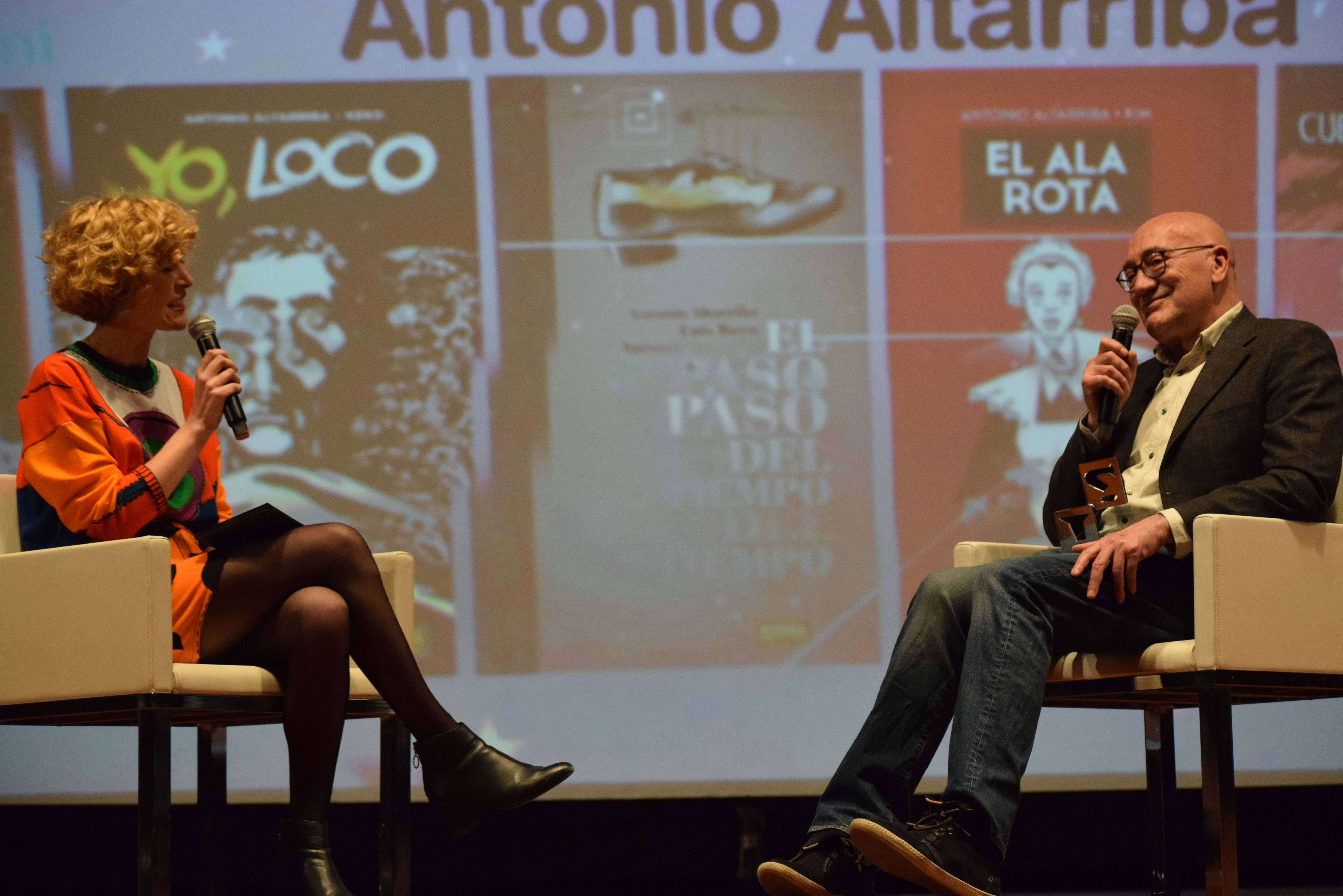
Entrevista a continuación de la entrega del premio en la ed. del 2019 del Salón de Barcelona.

### Ensayo
- Comicsarías. Ensayo sobre una década de historieta española (1977-1987) (Promociones y publicaciones universitarias, 1987) Con Antoni Remesar.
- Sobre literatura potencial (Universidad del País Vasco, 1987)
- Contra corriente (Zaragoza, 2000) Recopilación de artículos periodísticos
- La España del tebeo. La historieta española de 1940 a 2000 (Espasa Calpe, 2001)
- Los tebeos de la transición (Fundación Antonio Pérez, 2008)
- La paradoja del libertino (Ediciones Liceus, 2008)

### Novela
- El filo de la luna (Ikusager, 1993)
- Cuerpos entretejidos Relatos eróticos (Tusquets, 1996) Finalista en el XVIII premio "Sonrisa vertical".
- Contratiempo Relatos (Papeles de Zarabanda, 1996)
- La memoria de la nieve (Espasa y Calpe, 2002) Premio Euskadi 2003 de literatura.
- Maravilla en el país de las Alicias (Tusquets, 2010)[8]